# XX Bomber Command
Pour les articles homonymes, voir Bomber Command.
Le XX Bomber Command (XX BC) est une ancienne unité de la Twentieth Air Force basée à Okinawa pendant la Seconde Guerre mondiale.

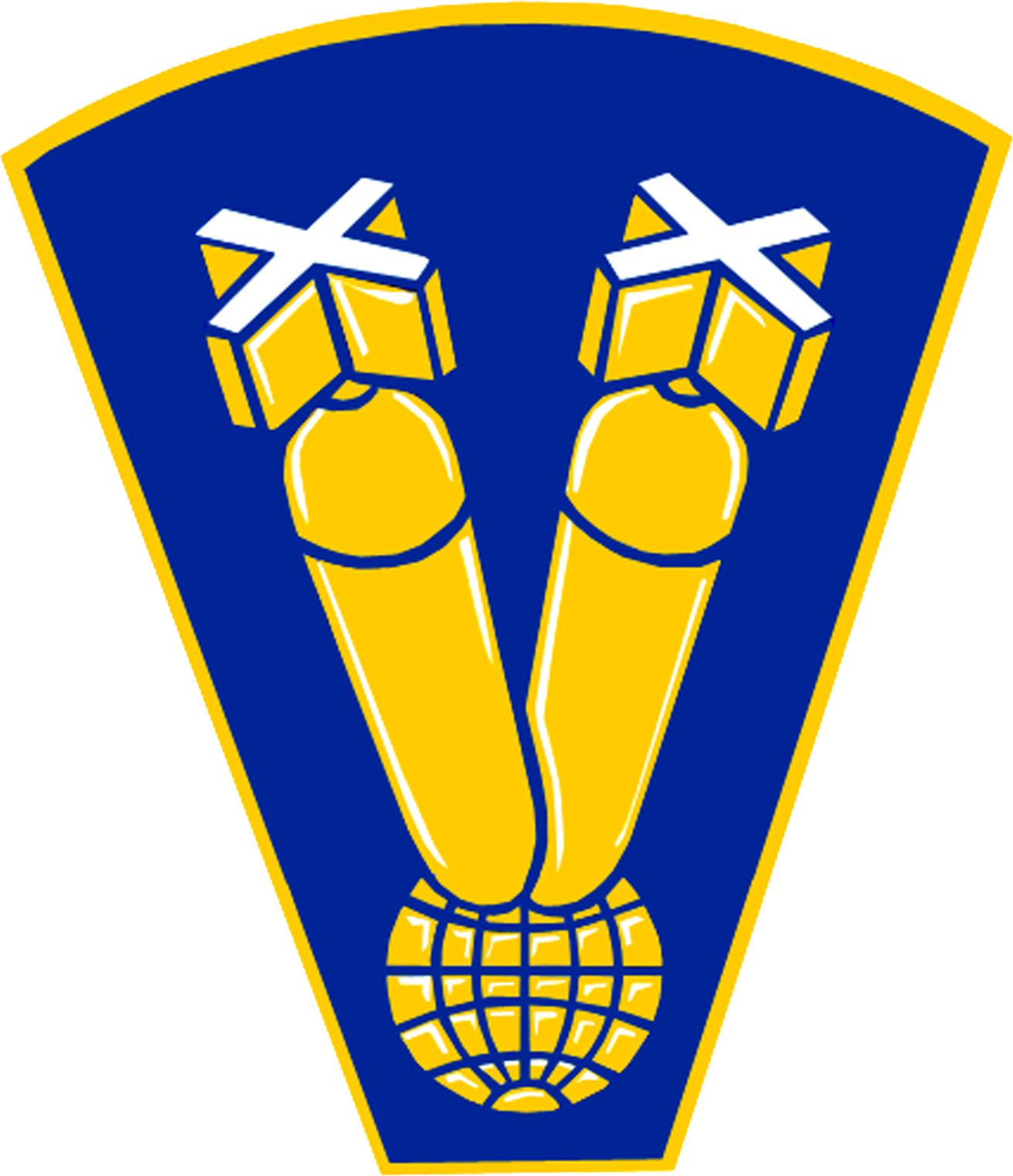
Son insigne.

En décembre 1943 le 930e régiment du génie de l'U.S. Army aménageait les bases avec 6 000 soldats américains aidés de 27 000 civils ; la Base aérienne de Kalaikunda avait alors un hangar et une piste de 5 000 pieds.

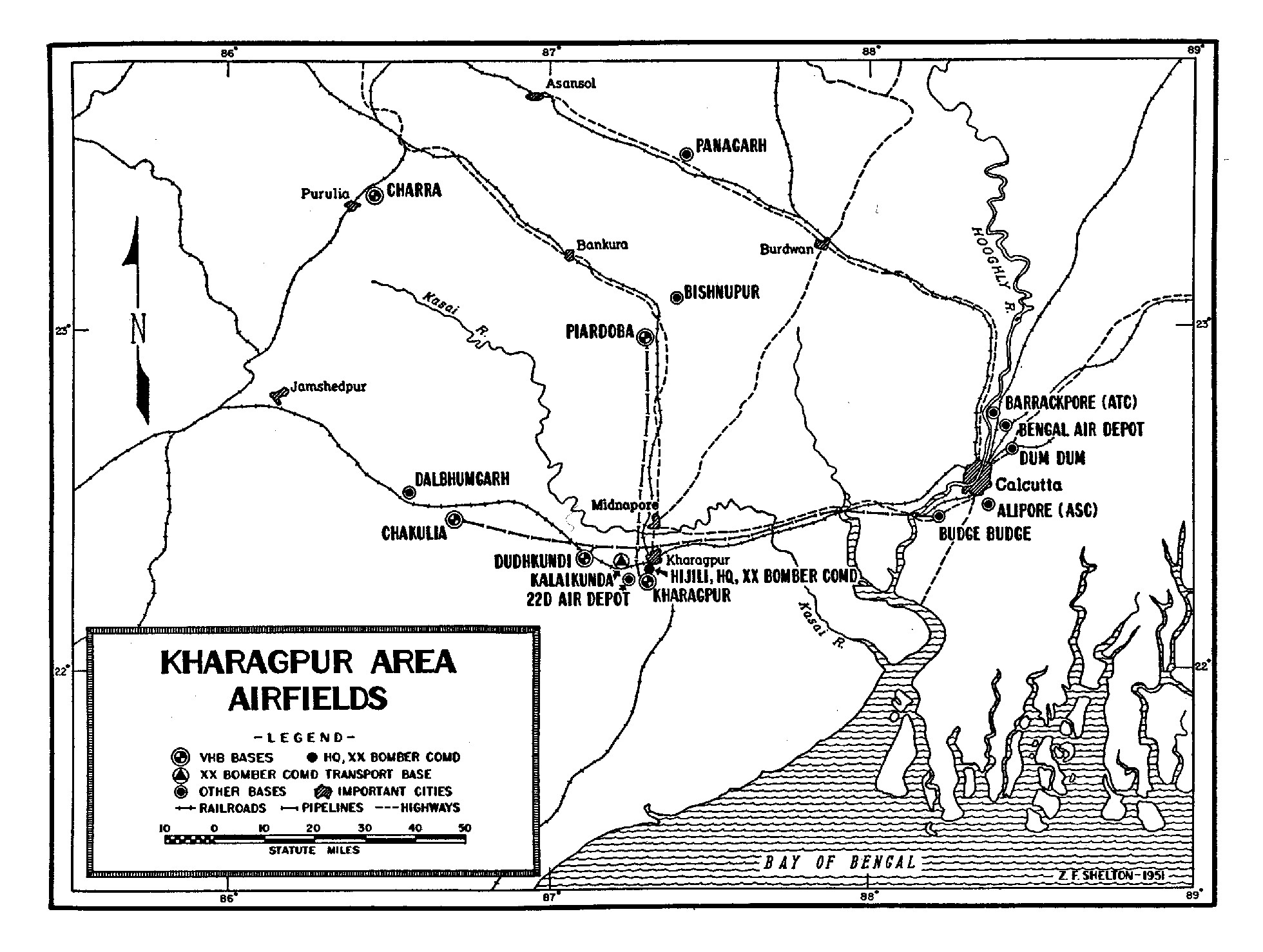
Aérodromes utilisés depuis l'Inde pour Matterhorn.
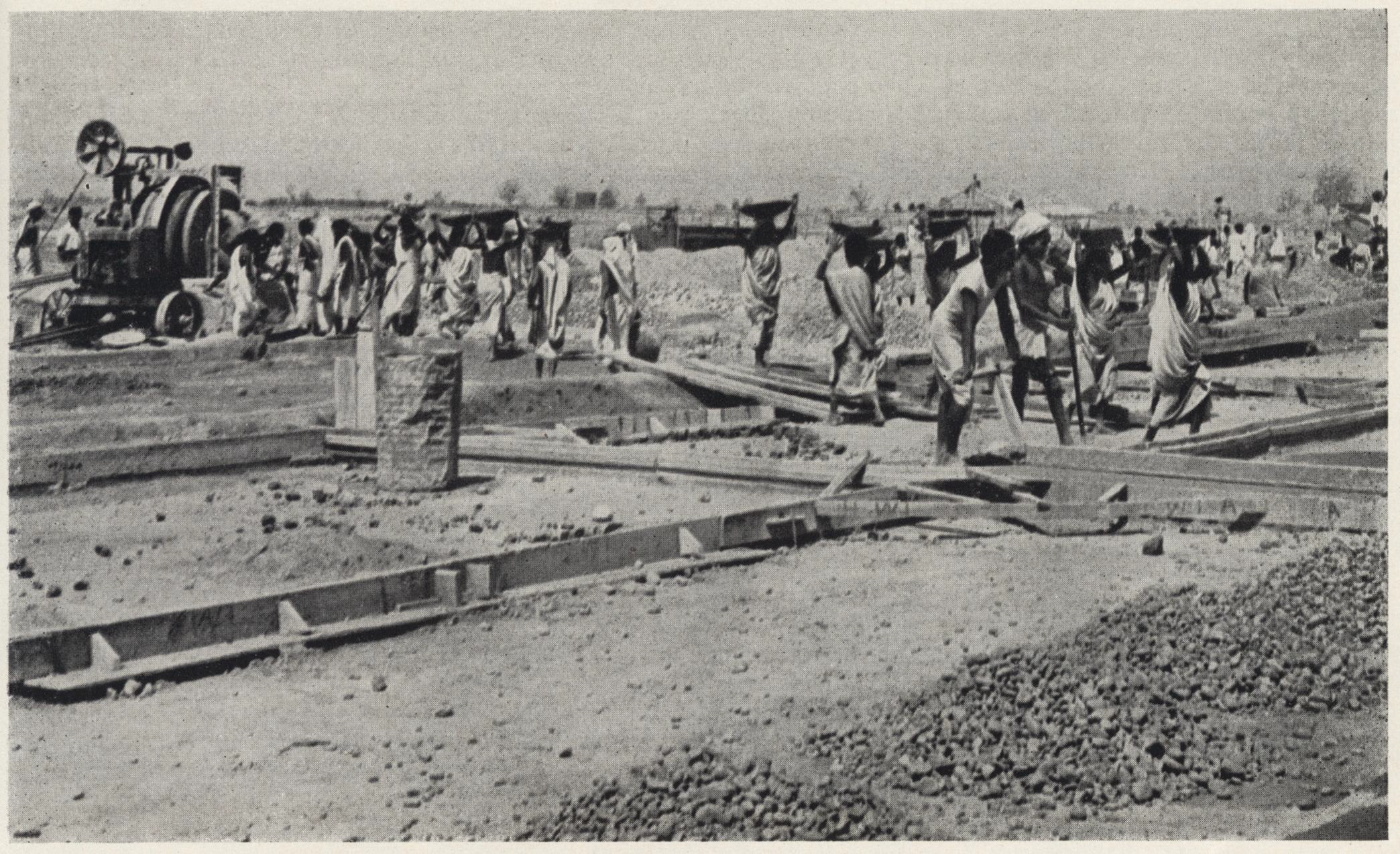
Travailleurs indiens.
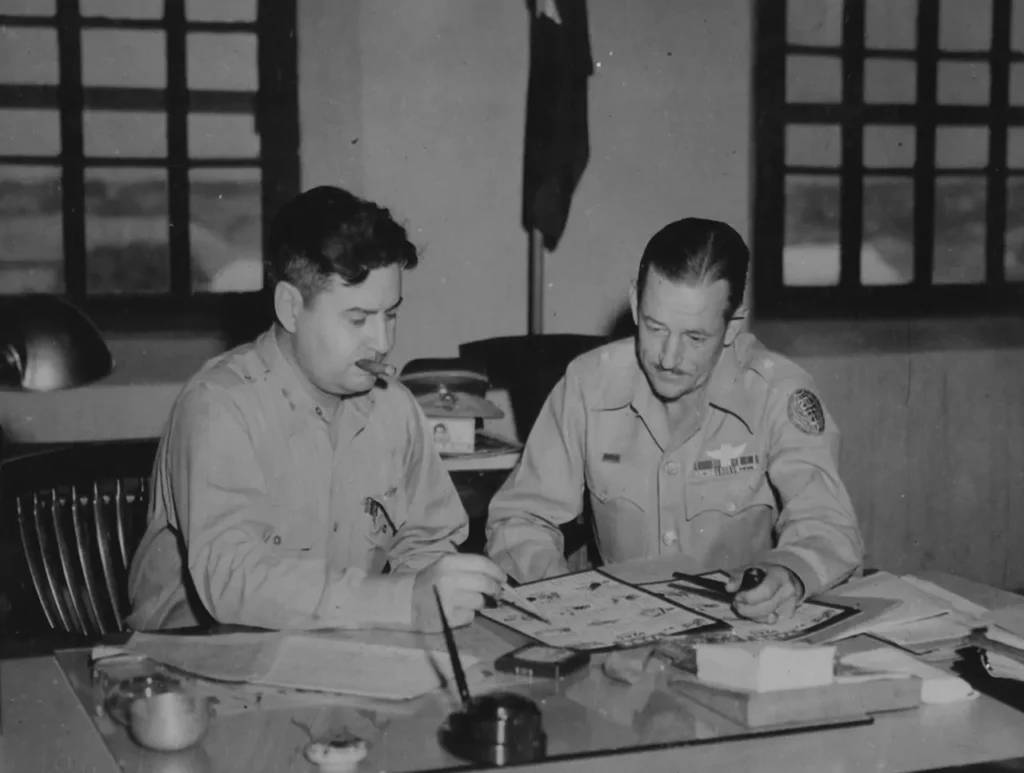
Janvier 1945, Curtis LeMay commandant du XXe bomber et Roger Ramey.